# Adam de Grenville
Sir Adam de Grenville (auch de Greynvill) († nach Oktober 1272) war ein englischer Ritter und Richter.
Die genaue Herkunft von Adam de Grenville ist ungeklärt. Er war ein Ritter, dessen Besitzungen vor allem in Somerset und Wiltshire lagen. Um 1251 zahlte er eine Gebühr von 40 Mark, um das Amt des Vogtes für den königlichen Forst von Sellwood in Wiltshire zu erwerben. Als Nachfolger von John de Wyvill und des nur kurz im Amt befindlichen Philip Lovel wurde er am 5. Februar 1256 zum Richter für die jüdische Bevölkerung Englands ernannt. Für dieses Amt erhielt er ein jährliches Gehalt von 40 Mark. Er blieb bis Herbst 1258 oder Anfang 1259 im Amt. Von April 1257 bis nach April 1258 organisierte er unter der Aufsicht von Lovel auch den Verkauf von Holz aus königlichen Wäldern, wobei er sein Amt als Richter und das entsprechende Gehalt behielt. Ab 1260 war er als Richter an Assize Courts in Südwestengland tätig. Von 1261 bis 1263 diente er als Richter während einer von Nicholas de Turri geleiteten Gerichtsreise. Als Anhänger des Königs wurde er während der Herrschaft der Barone von 1264 bis 1265 nicht als Richter an Assize Courts berufen. Als Anfang 1267 Gilbert of Preston als einziger Richter am Common Bench tätig war, wurde Grenville wieder zum Richter berufen und war bis Februar 1267 an dem Gerichtshof tätig. Von 1268 bis 1269 diente er als Richter während einer von Richard Middleton und von 1271 bis 1272 als Richter während einer von Roger of Seaton geleiteten Gerichtsreise. Bis Oktober 1272 diente er dazu weiter als Richter an Assize Courts.